# Peracid

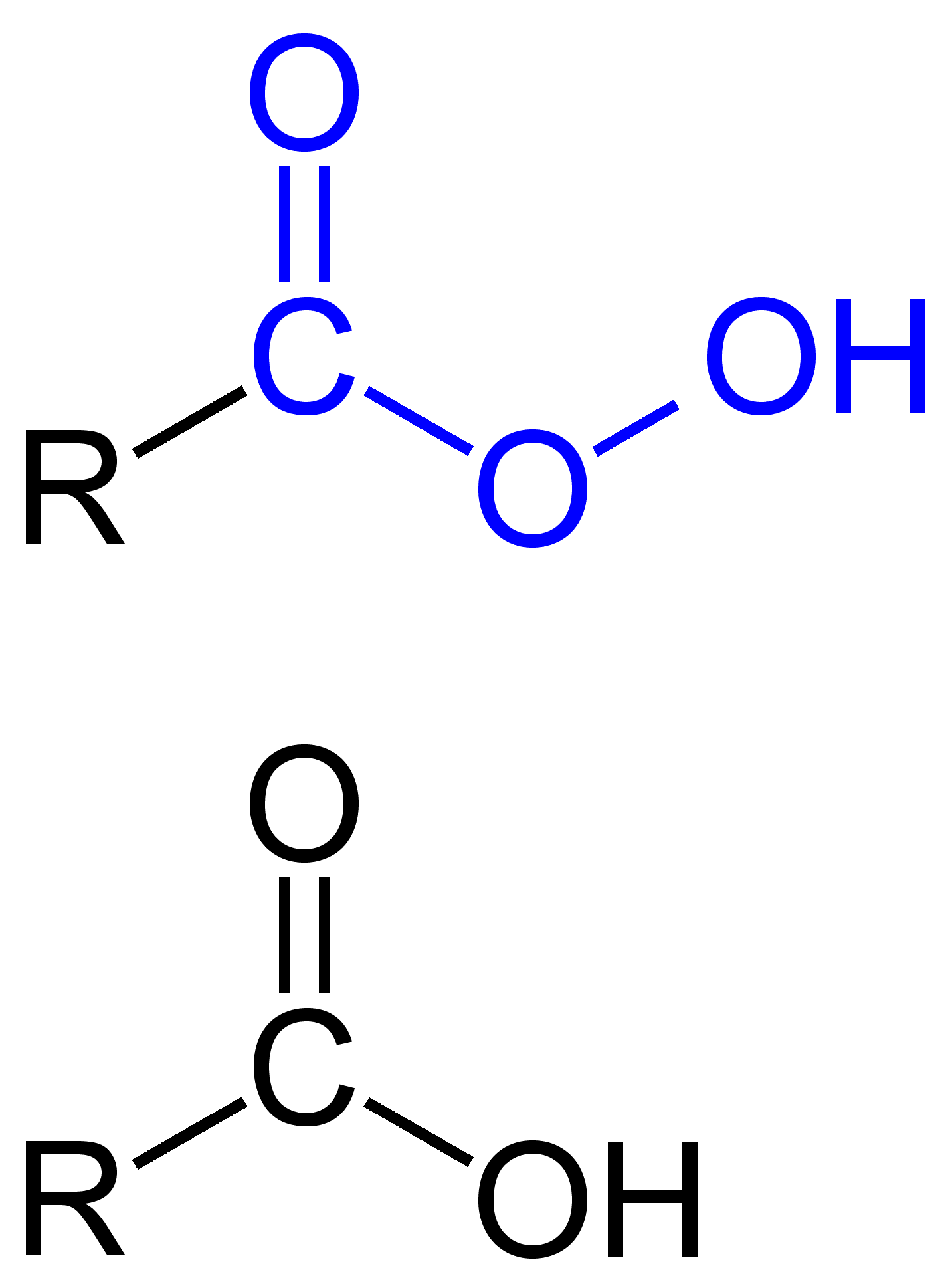
Structura generală a unui peracid (sus), în comparație cu cea a unui acid carboxilic (jos);

Un peracid (denumit câteodată și peroxiacid) este un tip de acid carboxilic sau de acid anorganic care conține o grupă –OOH în loc de hidroxil. Majoritatea sunt agenți oxidanți puternici.

## Peracizi anorganici

Structura acidului lui Caro

Unul dintre cei mai importanți peracizi anorganici este acidul lui Caro (acidul peroximonosulfuric), cu formula H2SO5. Acesta are, în comparație cu molecula acidului sulfuric, un atom de oxigen în plus între atomul central de sulf și grupa hidroxil. Poate fi produs prin tratarea acidului sulfuric cu peroxid de hidrogen. Un alt exemplu este acidul peroxodisulfuric, cu formula chimică H2S2O8.
Un exemplu de peracid anorganic derivat de la azot este acidul peroxonitric.

## Peracizi organici
În sinteza organică, se folosesc adesea peracizi de tipul acid perbenzoic, acid meta-cloroperbenzoic, etc.

### Obținere
Există câțiva peracizi organici folositori din punct de vedere comercial. Există mai multe metode de obținere ai acestor compuși:
- Adesea, peracizii se prepară în urma tratării acidului carboxilic corespunzător cu peroxid de hidrogen:[4]

RCO2H  +  H2O2    RCO3H  +  H2O
- O reacție asemănătoare implică reacționarea anhidridelor de acizi:

(RCO)2O  +  H2O2   →   RCO3H  +  RCO2H
Această metodă este folositoare în special pentru conversia anhidridelor ciclice la monoperoxiacizii corespunzători, cum este de exemplu cazul acidului monoperoxiftalic.

- O a treia metodă implică reacționarea clorurilor de acil:

RC(O)Cl  +  H2O2   →   RCO3H  +  HCl
Acidul meta-cloroperoxibenzoic (mCPBA) se obține pe această cale.
- În mod analog, se pot folosi ca punct de plecare peroxianhidride de acizi.[6]

- Aldehidele aromatice (de exemplu benzaldehida) se pot autoxida la peracizii aromatici corespunzători (acid perbenzoic):

Ar-CHO + O2 → Ar-COOOH (unde Ar = rest aril)
Dezavantajul reacției este faptul că produșii reacționează cu aldehida inițială rămasă, formând acidul carboxilic corespunzător (acid benzoic):
Ar-COOOH + Ar-CHO → 2 Ar-COOH